# Трясучая
Трясучая — деревня в Балахтинском районе Красноярского края России. Входит в состав Еловского сельсовета.

## География
Деревня расположена в 42 км к северо-западу от районного центра Балахта на реке Чулым (приток Оби).

## Население
| 1989 | 2002 | 2010 |
| ---- | ---- | ---- |
| 224  | ↘195 | ↘103 |

Гендерный состав
По данным Всероссийской переписи населения 2010 года 49 мужчин и 54 женщины из 103 чел.